# جزیره پروویدنسیا، کلمبیا
جزیره‌ی پروویدنسیا

(به اسپانیایی آمریکای لاتین: Isla de Providencia)
، که در گذشته پروویدنسیای قدیمی نامیده می‌شد و عموماً با عنوان پروویدنسیا شناخته می شود، جزیره‌ای کوهستانی در منطقه‌ی کارائیب و بخشی از بخش مجمع الجزایر سن آندرس ، پروویدنسیا و سانتا کاتالینا و شهرداری پروویدنسیا و سانتا کاتالیناست. این جزیره میان کاستاریکا و جامائیکا قرار گرفته و ۳۶۰ متر (۱٬۱۸۰ فوت) از سطح دریا بالاتر است. جزیره‌ی سانتا کاتالینا جزیره‌ای کوچک‌تر است در شمال غربی که فاصله‌اش با پروویدنسیا ۱۰۰ متر (۳۳۰ فوت) بیشتر نیست. جزیره‌ی پروویدنسیا ۱۷ کیلومتر مربع مساحت دارد. این دو جزیره با یکدیگر سطحی بالغ بر ۲۲ کیلومتر مربع (۸٫۵ مایل مربع) را اشغال می‌کنند و شهرداری سانتا ایزابل را تشکیل می‌دهند، که در سرشماری سال ۲۰۰۵ جمعیتش ۴۹۲۷ نفر اعلام شد.به وسیله‌ی فرودگاه ال‌امبروویو می‌توان به این جزیره دسترسی داشت. همچنین دولت کلمبیا قصد دارد به منظور انجام پروازهای بین‌المللی، این فرودگاه را گسترش دهد. 